# 坦克弗德 (亞利桑那州)
坦克弗德（英語：Tanque Verde）是位於美國亞利桑那州皮馬縣的一個人口普查指定地區。根據2010年美國人口普查，該地共人口16195人，而該地的面積約為85.03平方千米。

## 地理
坦克弗德的座標為32°16′17″N 110°45′06″W / 32.27139°N 110.75167°W，而該地最高點為海拔高度814米（即2671英尺）。